# Historia del método científico

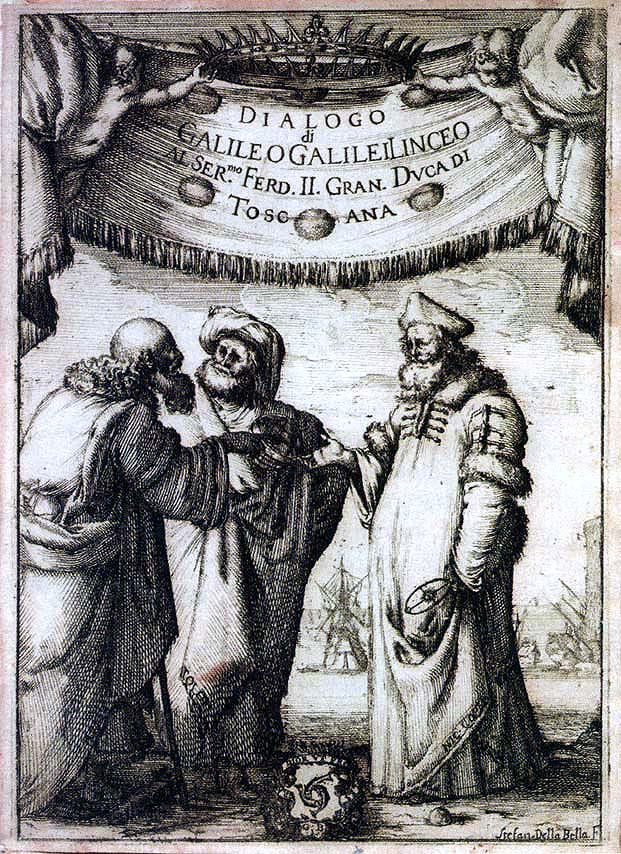
Diálogos sobre los dos máximos sistemas del mundo, obra de Galileo Galilei (1632)

La historia del método científico revela que el método científico ha sido objeto de intenso y recurrente debate a lo largo de la historia de la ciencia. Muchos eminentes filósofos y científicos han argumentado a favor de la primacía de uno u otro enfoque para alcanzar y establecer el conocimiento científico. 
Algunos de los debates más importantes en la historia del método científico fueron entre el racionalismo, el empirismo, el inductivismo, que empezó a tenerse en cuenta desde Isaac Newton y sus seguidores, y el método hipotético-deductivo que surgió a principios del siglo XIX. A finales del siglo XIX e inicios del XX, las discusiones sobre el método científico se centraron en el debate entre realismo y el antirrealismo. Durante este período, a medida que las teorías científicas se expandieron más allá de lo observable, filósofos prominentes debatieron sobre la existencia de reglas universales en la ciencia.
La filosofía reconoce numerosos métodos, entre los que están el método por definición, demostración, dialéctico, trascendental, intuitivo, fenomenológico, semiótico, axiomático, inductivo. La filosofía de la ciencia es la que, en conjunto, mejor establece los supuestos ontológicos y metodológicos de las ciencias, señalando su evolución en la historia de la ciencia y los distintos paradigmas dentro de los que se desarrolla.

## Primeras metodologías

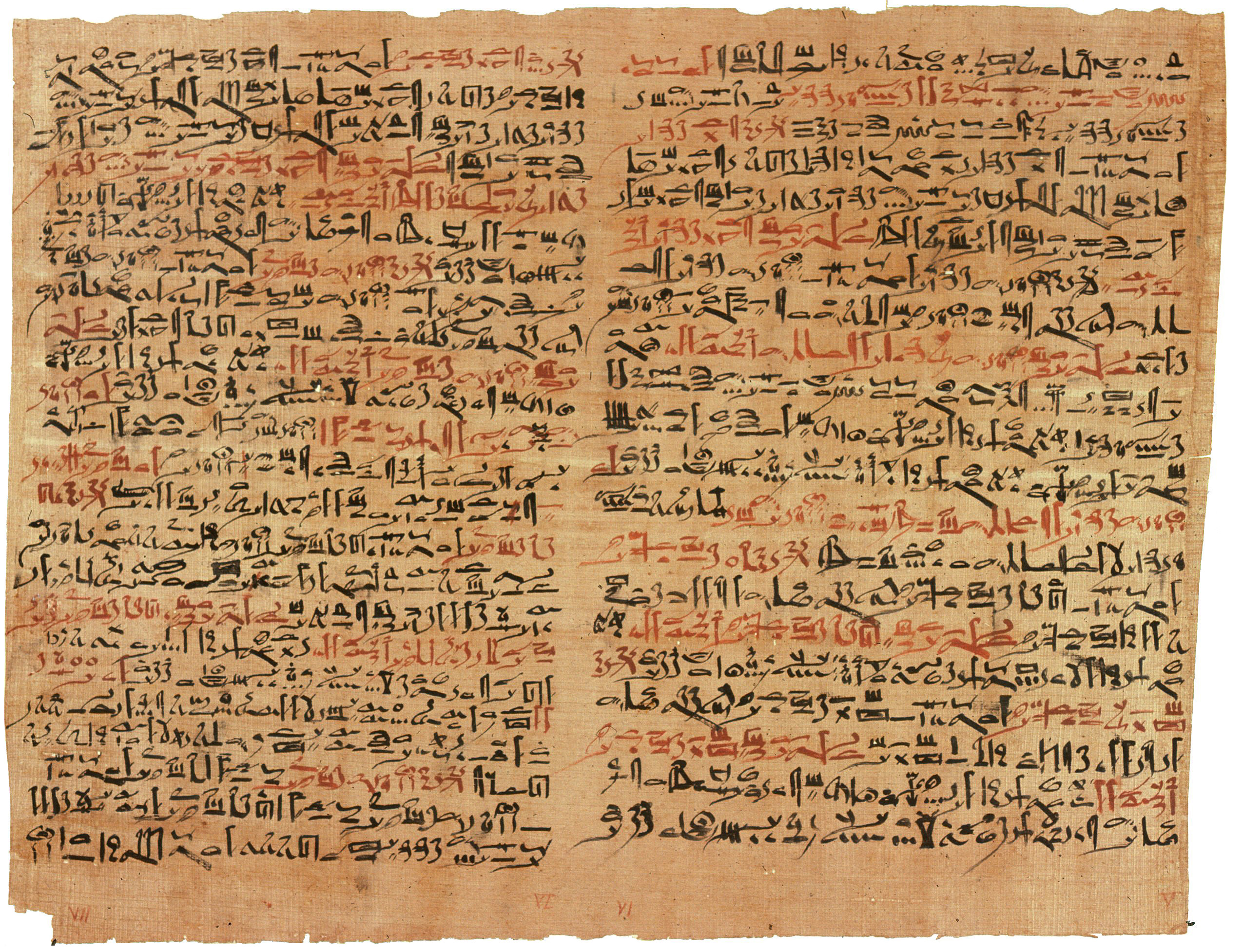
Papiro de Edwin Smith

Hay muy pocas evidencias discordantes en los registros supervivientes, sobre que los enfoques de la ciencia de este periodo derivan de las descripciones de las primeras investigaciones sobre la naturaleza. Un manual médico egipcio, el Papiro de Edwin Smith, (circa 1600 a. C.), aplica los siguientes componentes: examen, diagnóstico, tratamiento y pronóstico, para el tratamiento de la enfermedad, lo que muestra un claro paralelismo entre el método empírico de la ciencia y según G. E. R. Lloyd desempeñó un papel importante en el desarrollo de esta metodología. El papiro de Ebers (circa 1550 a. C.), también contiene pruebas del empirismo tradicional.
A mediados del primer milenio a. C. en Mesopotamia, la astronomía babilónica se había convertido en el primer ejemplo de una astronomía científica, ya que era "el primer y muy exitoso intento de dar una descripción matemática refinada de los fenómenos astronómicos". Según el historiador Asger Aaboe, "todas las variedades subsiguientes de la astronomía científica, en el mundo helenístico, en la India, en el mundo islámico y en Occidente -si no todos los esfuerzos subsiguientes en las ciencias exactas- dependen de la astronomía babilónica en su decisión y formas fundamentales ". [4]
Los primeros babilonios y egipcios desarrollaron muchos conocimientos técnicos, artesanías y matemáticas [5] utilizados en tareas prácticas de adivinación, así como un conocimiento de la medicina, [6] e hicieron listas de varios tipos. Aunque los babilonios se habían dedicado a las primeras formas de una ciencia matemática empírica con sus primeros intentos de describir matemá Fueron los antiguos griegos los que abrazaron las primeras formas de lo que hoy es reconocido como una ciencia teórica racional, con la evolución hacia una comprensión más racional de la naturaleza que comenzó al menos en el período arcaico (650 a. C. - 480 a. C.) con la escuela presocrática. Tales de Mileto fue el primero que se niega a aceptar las explicaciones sobrenaturales, religiosas o mitológicas de los fenómenos naturales, proclamando que todo suceso tiene una causa natural. Leucipo pasó a desarrollar la teoría del atomismo, la idea de que todo está compuesto enteramente de varios elementos incorruptible e indivisibles llamadas átomos. Esto fue desarrollado con mayor detalle por Demócrito. Similares ideas atomistas surgieron de forma independiente entre los antiguos filósofos de la India de las escuelas Nyaya, Vaisheshika y Budista
Hacia la mitad del siglo V a. C., algunos de los componentes de una tradición científica ya estaban muy establecidos, incluso antes de Platón, que fue un importante contribuyente a esta tradición emergente, gracias al desarrollo del razonamiento deductivo, tal como fue propuesto por su alumno Aristóteles. En Protágoras  (318d-f), Platón menciona la enseñanza de la aritmética, la astronomía y la geometría en las escuelas. Las ideas filosóficas de esta época estaban libres en su mayoría de las limitaciones de los fenómenos cotidianos y el sentido común. Esta negación de la realidad tal como la experimentamos llega a un extremo con Parménides, que argumentó que el mundo es uno y que el cambio y la subdivisión no existen.
En el tercer y cuarto siglo a. C., los médicos griegos Herófilo (335-280 a. C.) y Erasístrato utilizaron experimentos para profundizar en su investigación médica; Erasístrato una vez pesó repetidamente un pájaro enjaulado, anotando su pérdida de peso entre los tiempos de alimentación.

### La ciencia aristotélica y el empirismo
Frente a los límites del azar o la casualidad que en pocas ocasiones dan conocimiento —ya sea conocimiento científico, del bien o, como indica Aristóteles en la Ética a Nicómaco, del bien máximo que es la felicidad— Platón y el mismo Aristóteles advertían de la necesidad de seguir un método con un conjunto de reglas o axiomas que debían conducir al fin propuesto de antemano. Sócrates, Platón y Aristóteles, entre otros grandes filósofos griegos, propusieron los primeros métodos de razonamiento filosófico, matemático, lógico y técnico.

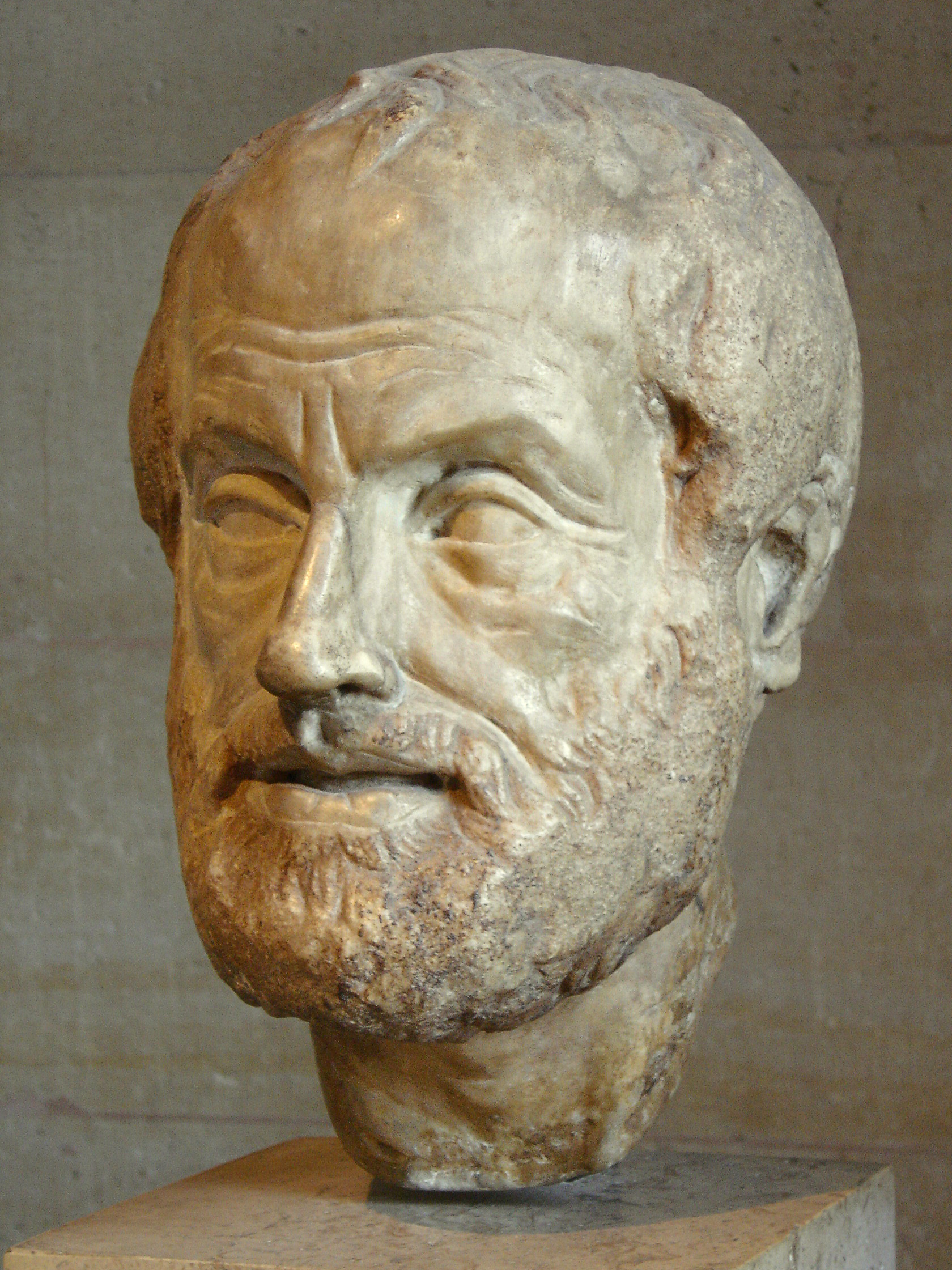
La filosofía de Aristóteles trató tanto el razonamiento inductivo como el deductivo.

Aristóteles introdujo lo que podríamos llamar un método científico. De su trabajo deriva el modelo clásico de investigación científica. Aristóteles distinguió las formas del razonamiento aproximado y el exacto, estableció el esquema de tres puntos de los razonamientos abductivo, deductivo e inductivo, y también trató las formas compuestas tales como el razonamiento por analogía. Proporcionó otro de los ingredientes de la tradición científica: el empirismo. Para Aristóteles, las verdades universales pueden ser conocidas a partir de cosas particulares a través de la inducción. Hasta cierto punto Aristóteles reconcilia el pensamiento abstracto con la observación, a pesar de que sería un error dar a entender que la ciencia aristotélica es empírica en la forma. Aristóteles no aceptó que el conocimiento adquirido por inducción pudiera ser considerado conocimiento científico. Sin embargo, la inducción era una condición previa necesaria para la principal tarea de la investigación científica, proporcionar las premisas primarias necesarias para las demostraciones científicas.
Aristóteles ignoró en gran parte el razonamiento inductivo en el tratamiento de la investigación científica. Para que quede claro por qué esto es así, considérese esta declaración en los Segundos analíticos:
Suponemos tener conocimiento científico de algo, a diferencia de la manera accidental en la que el sofista sabe, cuando sabemos que la causa de la que el hecho depende, es la causa de ese hecho y no de otro, y además el hecho no podía ser otro que el que es.
Por lo tanto, la obra del filósofo era demostrar las verdades universales y de descubrir sus causas. Aunque la inducción era suficiente para descubrir los universales mediante la generalización, no tenía éxito en la identificación de las causas. La herramienta utilizada por Aristóteles para esto era el razonamiento deductivo en forma de silogismos. Utilizando el silogismo, los científicos podrían deducir nuevas verdades universales a partir de las ya establecidas.

## Surgimiento del método experimental inductivo
Durante la Edad Media se empezaron a abordar cuestiones de ciencia ficción. Hubo un mayor énfasis en combinar teoría y práctica en el mundo islámico del que hubo en la época clásica, y era común que los estudiosos de las ciencias fuesen además artesanos, algo que habría sido «considerado una aberración en el mundo antiguo». Los expertos islámicos en ciencias eran a menudo fabricantes expertos de instrumentos que ayudaban a mejorar su capacidad de observación y cálculo. Los científicos musulmanes utilizaron la experimentación y la cuantificación para distinguir entre teorías científicas en competencia, dentro de una orientación genérica empírica; primeros ejemplos de esto se pueden ver en las obras de Jabir ibn Hayyan (721-815) y Al-Kindi (801-873). Así varios métodos científicos surgieron en el mundo musulmán medieval a principios del siglo XI, que hicieron hincapié en la experimentación y cuantificación en diversos grados.
Durante la época medieval, serían los filósofos, físicos, matemáticos, astrónomos y médicos del mundo islámico quienes hicieran suya, desarrollaran y difundieran la herencia de la filosofía griega —entre otros Alhazen, Al-Biruni y Avicena—. También se debe reconocer a quienes contribuyeron a la difusión de dichos conocimiento por Europa; figuras como Roberto Grosseteste y Roger Bacon junto con la imprescindible labor de la Escuela de Traductores de Toledo.

### Alhazen
El primero de estos métodos científicos experimentales fue desarrollado en Irak por el físico y científico árabe Alhacén, que utiliza la experimentación y las matemáticas para obtener los resultados en su Libro de Óptica  (1021).
En particular, combinó observaciones, experimentos y argumentos racionales para apoyar su teoría de la intromisión de la visión, en la que los rayos de luz son emitidos desde los objetos y no desde los ojos. Utilizó argumentos similares para demostrar que la antigua teoría de la emisión de la visión sostenida por Ptolomeo y Euclides (en la que los ojos emiten los rayos de luz que se utilizan para ver), y la teoría de la intromisión de Aristóteles (donde los objetos emiten partículas físicas hacia los ojos ), eran erróneas.
El método científico Alhacén al moderno método científico y consistía en los siguientes procedimientos:
1. Declaración explícita de un problema, vinculado a la observación para ser probado mediante experimentación.
2. Prueba y / o crítica de una hipótesis usando experimentación.
3. Interpretación de los datos y formulación de una conclusión a través de las matemáticas.
4. Publicación de los resultados.

### Avicena
En la sección Sobre demostración en El libro de la curación  (1027), el filósofo persa y científico Avicena (Ibn Sina) habló de la filosofía de la ciencia y describió un temprano método científico de investigación. Comentó la obra Segundos analíticos  de Aristóteles estando en desacuerdo en varios puntos. Avicena examinó la cuestión de un procedimiento adecuado para la investigación científica y se hizo las preguntas de «¿cómo se adquieren los primeros principios de una ciencia?» y ¿cómo un científico puede encontrar «los axiomas iniciales o hipótesis de una ciencia deductiva, sin inferirlas a partir de premisas más básicas?», Explicó que la situación ideal es cuando se comprende que una «relación se mantiene entre los términos, lo que permitiría una certeza absoluta, universal.» Avicena añadido dos nuevos métodos para encontrar los primer principio: el antiguo método aristotélico de inducción (istiqra), y el método más reciente de exploración y experimentación (tajriba).  Avicena criticó la inducción aristotélica, argumentando que «no conduce a las premisas absolutas, universales y ciertas que pretende ofrecer». En su lugar, abogó por «un método de experimentación como medio para la investigación científica».
Anteriormente, en El canon de medicina (1025), Avicena fue también el primero en describir lo que son esencialmente los métodos de la concordancia, la diferencia y la variación concomitante que son fundamentales para lógica inductiva y el método científico.

### Robert Grosseteste
Durante el Renacimiento del siglo XII europeo, las ideas sobre la metodología científica, incluyendo el empirismo de Aristóteles y los enfoques basados en la experimentación de Alhacén y Avicena, se introdujeron en la Europa medieval a través de las traducciones latinas de textos árabes y griegos y comentarios. Los comentarios de Robert Grosseteste sobre los Segundos analíticos sitúan a Grosseteste entre los primeros pensadores escolásticos en Europa en entender la visión de Aristóteles de la naturaleza dual del razonamiento científico. Concluir a partir de observaciones particulares una ley universal, y luego de vuelta otra vez, de las leyes universales hacia la predicción de los particulares. Grosseteste llama esto «resolución y composición». Además, Grosseteste, dijo que las dos vías debe ser verificadas a través de la experimentación para comprobar los principios.

### Roger Bacon
Roger Bacon se inspiró en los escritos de Grosseteste. En su relato de un método, Bacon describe un ciclo repetitivo de observación, hipótesis, experimentación   y la necesidad de una verificación  independiente. Registró la forma en que había llevado a cabo sus experimentos con todo detalle, quizá con la idea de que otros pudieran reproducir y probar de forma independiente sus resultados.
Alrededor de 1256 se unió a la Orden Franciscana y quedó sujeto a la ley que prohibía a los frailes la publicación de libros o panfletos sin aprobación específica. Tras el nombramiento como Papa de Clemente IV en 1265, este concedió a Bacon una comisión especial para escribirle sobre asuntos científicos. En dieciocho meses, completó tres tratados grandes, el Opus Maius,  el Opus Minus,  y Opus Tertium  que envió al Papa. William Whewell ha llamado el Opus Maius   la Enciclopedia y Órganon del siglo XIII.
- Parte I (pp. 1-22) trata de las cuatro causas de error: la autoridad, la costumbre, la opinión de la mayoría no cualificada, y la ocultación de la verdadera ignorancia con un conocimiento fingido.
- Parte VI (pp. 445 a 477) trata de la ciencia experimental, domina omnium scientiarum.  Hay dos métodos de conocimiento: uno por el argumento, y el otro por la experiencia. Mero argumento no es suficiente, ya que puede decidir una cuestión, pero no da ninguna satisfacción o certeza a la mente, que solo puede ser convencida por la inspección inmediata o intuición, que es lo que da la experiencia.
- La ciencia experimental, que en el Opus Tertium  (p. 46) se distingue de las ciencias especulativas y las artes operativas, se dice que tiene tres grandes prerrogativas sobre todas las ciencias:
  1. Verifica sus conclusiones por la experiencia directa;
  2. Descubre las verdades que las otras no podrían alcanzar;
  3. Investiga los secretos de la naturaleza, y nos abre a un conocimiento del pasado y del futuro.

### Francis Bacon
Francis Bacon  fue un célebre filósofo, político, abogado y escritor inglés, padre del empirismo filosófico y científico. Desarrolló en su De dignitate et augmentis scientiarumn (De la dignificación y progreso de la ciencia) una teoría empírica del conocimiento y precisó las reglas del método científico experimental en su Novum Organum, lo que hizo de él uno de los pioneros del pensamiento científico moderno.
Francis Bacon definió el método científico de la siguiente manera:[cita requerida]
1. Observación: aplicar atentamente los sentidos a un objeto o a un fenómeno, para estudiarlos tal como se presentan en realidad, puede ser sistemática u ocasional
2. Inducción: extraer el principio fundamental de cada observación o experiencia
3. Hipótesis: elaborar una explicación provisional de las observaciones o experiencias y sus posibles causas
4. Probar la hipótesis por experimentación
5. Demostración o refutación (antítesis) de la hipótesis
6. Tesis o teoría científica

Así queda definido el método científico tal y como es normalmente entendido, es decir, la representación social dominante del mismo. Esta definición se corresponde sin embargo únicamente a la visión de la ciencia denominada positivismo en su versión más primitiva.

## Primeras metodologías modernas
Las ideas de Aristóteles se convirtieron en un marco para un debate crítico que empezó con la absorción de los textos aristotélicos en el currículo universitario en la primera mitad del siglo XIII. Contribuyó a esto el éxito de los teólogos medievales en la reconciliación de la filosofía aristotélica con la teología cristiana. Dentro de las ciencias, los filósofos medievales no temían estar en desacuerdo con muchas cuestiones específicas de Aristóteles, aunque sus desacuerdos se establecían en el lenguaje de la filosofía aristotélica. Todos los filósofos naturales medievales eran aristotélicos, pero el «aristotelismo» se había convertido en un concepto un tanto amplio y flexible. Con el fin de la Edad Media, el rechazo del Renacimiento de las tradiciones medievales, junto con una extrema reverencia por las fuentes clásicas condujo a una recuperación de otras tradiciones filosóficas antiguas, especialmente las enseñanzas de Platón. En el siglo XVII, aquellos que se aferran de manera dogmática a las enseñanzas de Aristóteles se enfrenta con varios enfoques competitivos sobre la naturaleza.

### Galileo Galilei

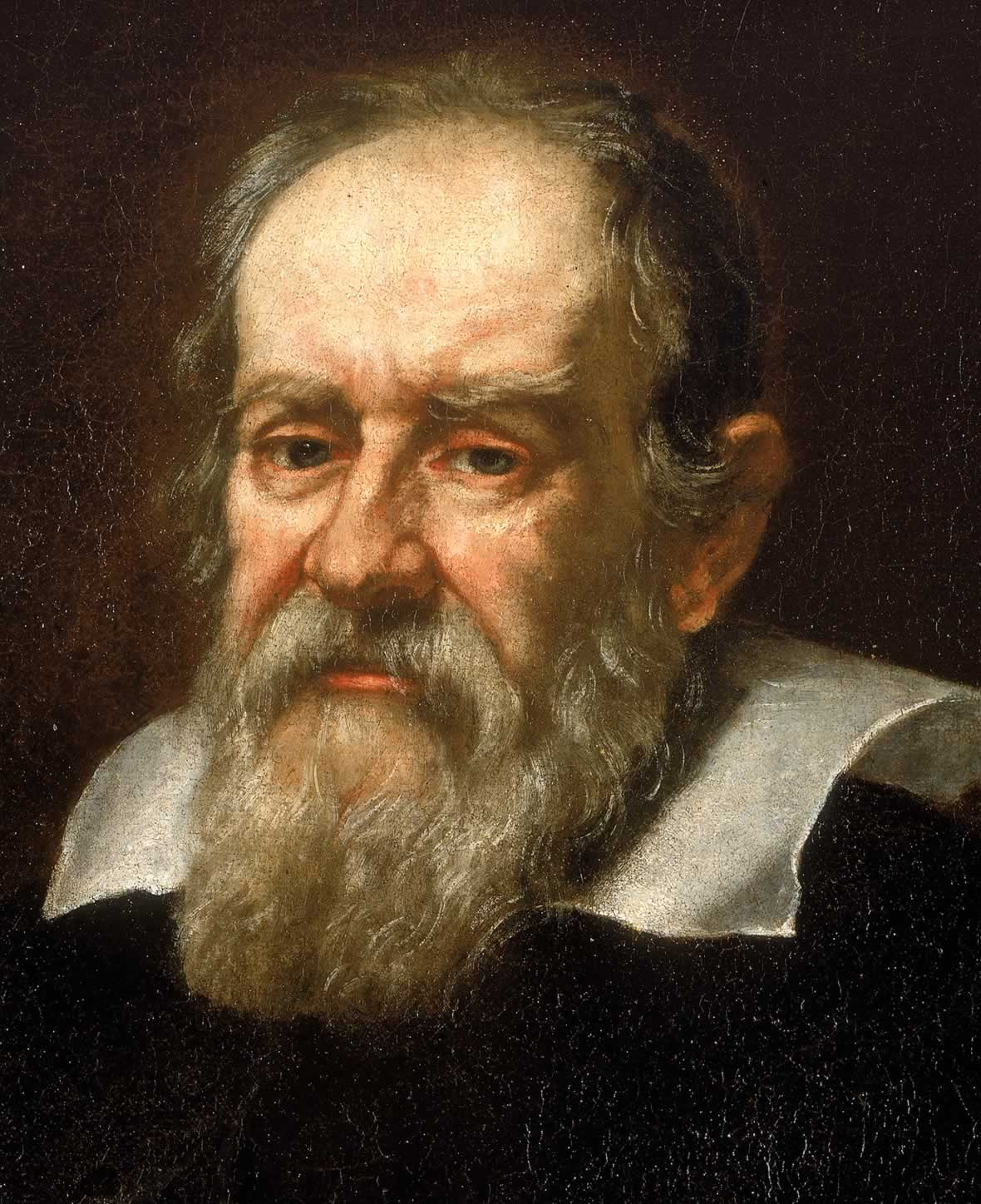
Galileo Galilei, 1564-1642, el padre del método científico.

Durante el período de conservadurismo religioso provocado por la Reforma y la Contrarreforma, Galileo Galilei presentó su nueva ciencia del movimiento. Ni el contenido de la ciencia de Galileo, ni los métodos de estudio que seleccionó estaban de acuerdo con las enseñanzas de Aristóteles. Mientras que Aristóteles pensaba que la ciencia debía ser demostrada a partir de primeros principios, Galileo había usado experimentos como herramienta de investigación. Galileo, sin embargo, presentó su tratado en forma de demostraciones matemáticas sin hacer referencia a los resultados experimentales. Es importante entender que esto fue un paso audaz e innovador en términos del método científico. La utilidad de las matemáticas en la obtención de resultados científicos estaba lejos de ser evidente. Esto es porque las matemáticas no se prestaban al ejercicio principal de la ciencia aristotélica: el descubrimiento de las causas.
No se sabe si esto fue debido a que Galileo era realista acerca de la aceptabilidad de la presentación de los resultados experimentales como evidencia o porque él mismo tenía dudas sobre el estatus epistemológico de los resultados experimentales. En su tratado en latín sobre el movimiento no hay referencia a los experimentos, pero sí en sus diálogos adicionales escritos en italiano. En estos diálogos se dan los resultados experimentales, a pesar de que Galileo pudiera haberlos encontrado inadecuados para persuadir a su audiencia. Experimentos mentales mostrando las contradicciones lógicas en el pensamiento aristotélico, presentados con la habilidosa retórica, fueron un incentivo para el lector.

### Inducción por eliminación de Francis Bacon
Francis Bacon (1561-1626) ingresó en el Trinity College (Cambridge), en abril de 1573, donde se dedicó con diligencia a las diversas ciencias que se enseñaban, y llegó a la conclusión de que los métodos empleados y los resultados obtenidos eran ambos erróneos; aprendió a despreciar la filosofía aristotélica. Había que enseñar a la filosofía su verdadero propósito, y para ello se debía elaborar un nuevo método. Con el germen de este gran concepto en su mente, Bacon abandonó la universidad.
Bacon intentó describir un procedimiento racional para establecer la causalidad entre los fenómenos sobre la base de la inducción. La inducción de Bacon era, sin embargo, radicalmente diferente a la empleada por los aristotélicos. Como Bacon dijo:
Otra forma de inducción debe ser concebida que la que hasta ahora ha sido empleada, y debe ser utilizada para probar y descubrir no solo los primeros principios (como se les llama), sino también los axiomas menores, y los medianos, y de hecho todos. Porque la inducción que procede por simple enumeración es infantil.
El método de Bacon se basó en historias  experimentales que servían para eliminar teorías alternativas. Bacon, explica cómo se aplica su método en Novum organum (1620). En un ejemplo que da sobre el examen de la naturaleza del calor, Bacon crea dos tablas, a la primera de las cuales llama «Tabla de esencia y presencia», enumerando las numerosos y diferentes circunstancias en las que nos encontramos con el calor. En la otra tabla, «Tabla de desviación o de ausencia de proximidad», enumera las circunstancias que se parecen a las de la primera tabla exceptuando la ausencia de calor. Del análisis de lo que él llama, la naturaleza  (emisión de luz, peso, color, etc) de los elementos de estas listas nos llevan a conclusiones sobre la naturaleza de la forma,  o causa, del calor. Esas naturalezas que siempre están presentes en el primer cuadro, pero nunca en el segundo se consideran la causa del calor.
El papel que la experimentación desempeña en este proceso era doble. El trabajo más laborioso del científico sería el de reunir los datos, o historias, para crear las tablas de presencia y ausencia. Tales historias documentarían una mezcla de conocimiento común y resultados experimentales. En segundo lugar, los experimentos de luz,  o experimentos cruciales, serían necesarios para resolver cualquier ambigüedad restante sobre las causas.
Bacon mostró un compromiso incondicional con la acción experimental. A pesar de esto, no hizo grandes descubrimientos científicos durante su vida. Esto puede ser porque no era el experimentador más capaz. También puede deberse a que las hipótesis solo desempeñaban un pequeño papel en el método de Bacon en comparación con la ciencia moderna.

### La ambición aristotélica de Descartes
En 1619, René Descartes comenzó a escribir su primer gran tratado sobre el pensamiento científico y filosófico, Reglas para la dirección de la mente.  Su objetivo era crear una ciencia completa que esperaba terminase con el sistema aristotélico y le colocase como único arquitecto de un nuevo sistema de principios rectores para la investigación científica.
Continuó y mejoró las explicaciones de este trabajo en su tratado de 1637, Discurso del método  y en sus Meditaciones (1641). Descartes describe los fascinantes y disciplinados pensamientos experimentales que utilizó para llegar a la idea que inmediatamente asociamos con él, «pienso, luego existo». Aún con diferencias notables fueron muchos los que defendieron la necesidad de un método que permitiera la investigación de la verdad.
A partir de esta idea fundamental, Descartes encuentra pruebas de la existencia de un Dios que, poseyendo todas las perfecciones posibles, no le engaña siempre y cuando tome la decisión de  «[...] no admitir ninguna cosa como verdadera que no supiese de forma evidente como tal. Es decir, con todo cuidado debía evitar la precipitación y el prejuicio, admitiendo exclusivamente en mis juicios aquello que se presentara tan clara y distintamente a mi espíritu que no tuviera motivo alguno para ponerlo en duda».
Esta regla permite a Descartes avanzar más allá de sus propios pensamientos y considerar que existen cuerpos que se extienden fuera de sus propios pensamientos. Descartes publicó siete series de objeciones a las Meditaciones  de distintas fuentes junto con sus réplicas a ellos. A pesar de su aparente desviación del sistema aristotélico, una parte de sus críticos consideraron que Descartes había hecho poco más que sustituir las premisas principales de Aristóteles por las suyas.
A diferencia de Bacon, Descartes aplicó con éxito sus propias ideas en la práctica. Hizo importantes contribuciones a la ciencia, en particular, en la corrección de aberraciones ópticas. Su trabajo en geometría analítica fue un precedente necesario para el cálculo diferencial y jugó un papel decisivo en llevar el análisis matemático a temas científicos.

### Las reglas del razonamiento de Newton

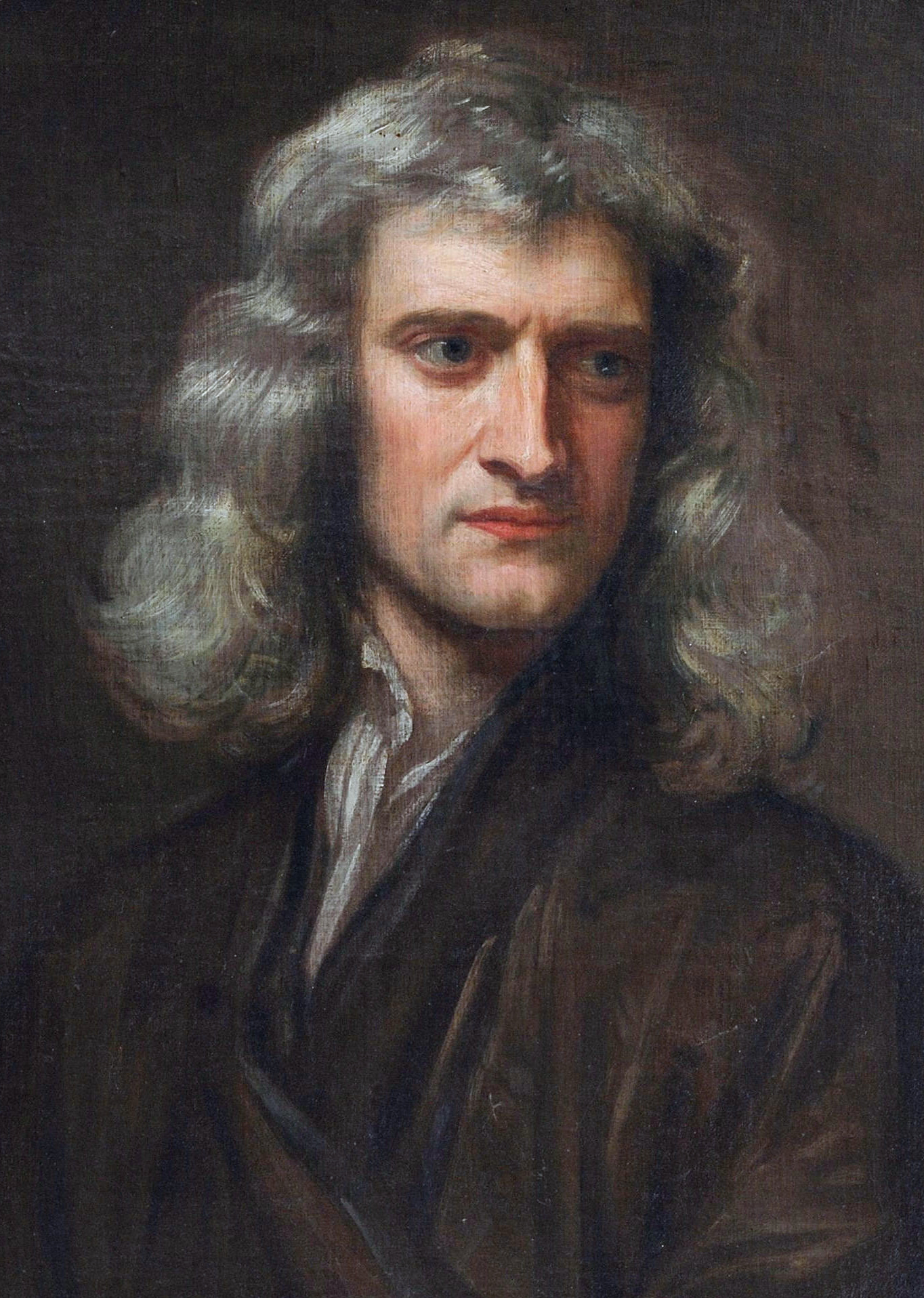
Sir Isaac Newton, el descubridor de la gravitación universal y uno de los científicos más influyentes en la historia.

Tanto Bacon como Descartes querían proporcionar una base sólida para el pensamiento científico que evitara los engaños de la mente y los sentidos. Bacon imaginaba que esos fundamentos eran esencialmente empíricos, mientras que Descartes proporcionó una fundamentación metafísica del conocimiento. Si hubiese alguna duda sobre la dirección en la que el método científico se iba a desarrollar, quedó zanjada por el éxito de Isaac Newton. Rechazando implícitamente el énfasis de Descartes en el racionalismo a favor del enfoque empírico de Bacon, Newton describió sus cuatro «reglas del razonamiento» en los Principia:

1. No debemos admitir más causas de cosas naturales que las que son verdaderas y suficientes para explicar sus apariencias.
2. Por lo tanto, a los mismos efectos naturales debemos asignarles, hasta donde sea posible, las mismas causas.
3. Aquellas propiedades de los cuerpos que no puedan aumentarse o disminuirse gradualmente, y que existan en todos los cuerpos que podamos examinar serán consideradas como propiedades universales de la totalidad de los cuerpos.
4. En la filosofía experimental debemos aceptar las proposiciones derivadas por inducción general de los fenómenos como exactas o muy probablemente ciertas, a pesar de las hipótesis contrarias que pudieran imaginarse, hasta el tiempo en que ocurran otros fenómenos, con los que puedan hacerse más exactas o aceptar excepciones.

Pero Newton también dejó una advertencia acerca de una teoría del todo:
Explicar toda la naturaleza es una tarea muy difícil para cualquier hombre o aun para cualquier era. Es mucho mejor hacer pocas cosas con certeza y dejar el resto para otros que vendrán después de ti, que explicar todas las cosas.
La obra de Newton se convirtió en un modelo que otras ciencias trataron de imitar, y su método inductivo sirvió de base para gran parte de la filosofía natural durante el siglo XVIII y principios del XIX. Algunos de los métodos de razonamiento fueron más tarde sistematizada en «Los métodos de Mill» (o cánones de Mill), que son cinco declaraciones explícitas de lo que puede ser desechado y lo que se puede mantener mientras se construye una hipótesis. George Boole y William Stanley Jevons escribieron también sobre los principios del razonamiento.

## Integración de los métodos deductivo e inductivo
Los intentos de sistematizar un método científico se enfrentaron en la segunda mitad del siglo XVIII con el problema de la inducción, una formulación lógica positivista que, en definitiva, afirma que nada puede ser conocido con certeza, excepto lo que realmente se observa. David Hume llevó el empirismo escéptico al extremo; uno de sus postulados era que no había ninguna necesidad lógica de que el futuro se pareciera al pasado, por lo que no podemos justificar el razonamiento inductivo apelando a su éxito en el pasado. Los argumentos de Hume se produjeron después de muchos siglos de excesiva especulación que no se basaba en observación empírica y resultado de ensayos. Muchos de los argumentos radicalmente escépticos de Hume fueron contestados, pero no decididamente refutados, por Immanuel Kant en La crítica de la razón pura  a finales del siglo XVIII. Los argumentos de Hume continuaron manteniendo una fuerte y persistente influencia en la conciencia de las clases educadas durante la mayor parte del siglo XIX, cuando la discusión en esa época se enfocó sobre si el método inductivo era válido o no.
Hans Christian Ørsted, (1777-1851) fue muy influenciado por Kant, en particular su obra Metaphysische Anfangsgründe der Naturwissenschaft (Fundamentos metafísicos de la ciencia natural). La siguiente sección sobre Ørsted resume nuestra visión actual del método científico. Su trabajo apareció en danés, más accesible en conferencias públicas, que tradujo al alemán, francés, inglés y ocasionalmente latín. Algunos de sus puntos de vista van más allá de Kant:

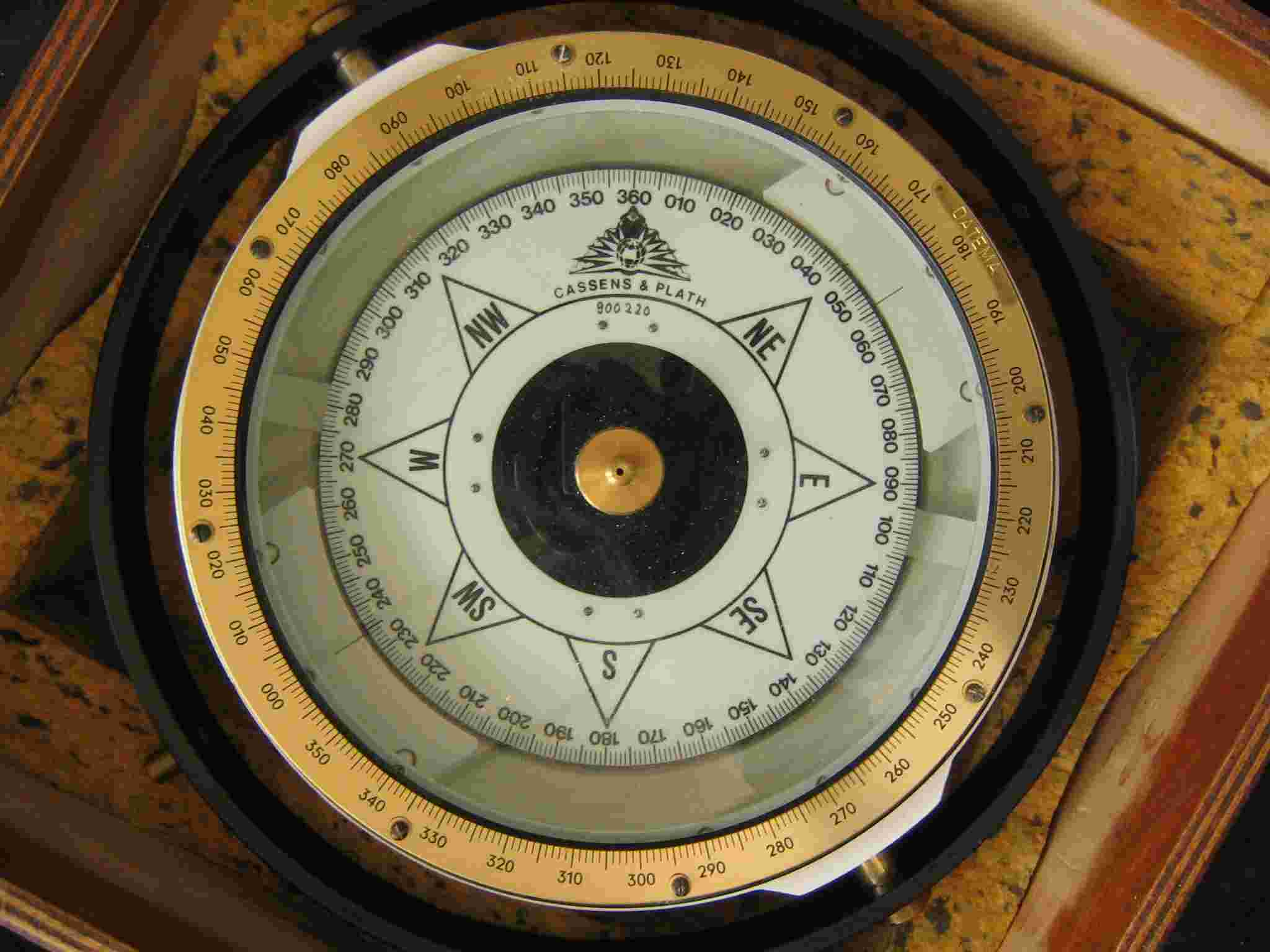
Ørsted observó la desviación de la brújula de un circuito fotovoltaico en 1820

A fin de lograr completitud sobre nuestro conocimiento de la naturaleza, hay que partir de dos extremos, de la experiencia y del propio intelecto.... El primer método debe concluir con las leyes naturales, que se han extraído de la experiencia, mientras que el segundo debe comenzar con los principios, y poco a poco, a medida que se desarrolla más y más, se vuelve cada vez más detallado. Por supuesto, hablo aquí sobre el método que se manifiesta en el proceso de la inteligencia humana, no como se encuentra en los libros de texto, donde las leyes de la naturaleza que han sido extraídas de las consiguientes experiencias se colocan en primer lugar porque están obligados a explicar las experiencias. Cuando el empirista en su regresión hacia las leyes generales de la naturaleza se encuentra con el metafísico en su progresión, la ciencia llegará a su perfección.
William Whewell (1794-1866) consideraba su History of the Inductive Sciences, from the Earliest to the Present Time  (1837)  una introducción a la Filosofía de las ciencias inductivas (1840) que analiza el método que ejemplifica la formación de ideas. Whewell intenta seguir el plan de Bacon para el descubrimiento de un arte efectivo de descubrimiento. Dio nombre al método hipotético-deductivo  (la Enciclopedia Británica  da el crédito a Newton); Whewell además acuñó el término científico.  Intentó construir la ciencia mediante la unión de las ideas a los hechos. Analizó la inducción en tres pasos:
1. la selección de la idea fundamental, como el espacio, el número, causa, o la semejanza
2. una modificación más especial de esas ideas, como un círculo, una fuerza uniforme, etc
3. la determinación de las magnitudes

Después siguen técnicas especiales que se aplican por cantidad, como el método de mínimos cuadrados, la curvas, medias y métodos especiales de similitud (por ejemplo, reconocimiento de patrones, el método de gradación, y el método de clasificación natural (como la cladística ).
Pero no hay arte de descubrir, como Bacon predijo, porque «la invención, la sagacidad, el genio» se necesitan en cada etapa.
John Stuart Mill (1806-1873) publicó  Un sistema de lógica  (1843) estimulado tras leer History of the Inductive Sciences  de Whewell. Mill puede considerse como el exponente final de la escuela de filosofía empírica iniciada por John Locke, cuya característica fundamental es la obligación de todos los pensadores en investigar por sí mismos en lugar de aceptar la autoridad de otros. El conocimiento debe basarse en la experiencia.
A mediados del siglo XIX Claude Bernard también gravitó, especialmente al llevar el método científico a la medicina. En su discurso sobre el método científico, Introducción al estudio de la medicina experimental  (1865), describió qué hace que una teoría científica sea buena y qué hace que un científico sea verdadero descubridor. A diferencia de muchos escritores científicos de su época, Bernard escribió sobre sus experiencias y pensamientos, usando la primera persona.
La obra de William Stanley Jevons, Los principios de las ciencias: lógica del método científico  (1873, 1877) Capítulo XII, El método inductivo o inverso, Resumen de la teoría de la inferencia inductiva, dice: «Así hay tres pasos en el proceso de la inducción: 
1. Elaboración de alguna hipótesis respecto al carácter de la ley general.
2. Deducir algunas consecuencias de esa ley.
3. Observar si las consecuencias están de acuerdo con las tareas particulares bajo consideración.»

Jevons elabora esos pasos en términos de probabilidad, que luego aplica a leyes económicas. Ernest Nagel señala que Jevons y Whewell no fueron los primeros escritores que abogan por la centralidad del método hipotético-deductivo en la lógica de la ciencia.

### Charles Sanders Peirce
En el siglo XIX, Charles Sanders Peirce propuso un esquema que llegó a tener una influencia considerable en el desarrollo del método científico en general. La obra de Peirce aceleró el progreso en varios frentes. En primer lugar, hablando en un contexto amplio en How to Make Our Ideas Clear (Cómo aclarar nuestras ideas) (1878), Peirce describe un método objetivamente verificable para probar la verdad del conocimiento putativo de una manera que va más allá de meras alternativas fundamentales, centrándose en la deducción y la inducción. De este modo colocó la inducción y la deducción en un contexto complementario en vez de competitivo (como había sido la tendencia principal, al menos desde David Hume un siglo antes). En segundo lugar, y de más importancia al método científico, Peirce propone el esquema básico para la comprobación de hipótesis que prevalece hoy en día. Extrajo la teoría de la investigación de la lógica clásica y la refinó, al mismo tiempo que desarrollaba la lógica simbólica para hacer frente a los problemas vigentes en ese momento en el razonamiento científico. Peirce examinó y expresó los tres modos fundamentales de razonamiento que juegan un papel en la investigación científica hoy día, y actualmente se conocen como inferencia abductiva, deductiva, e inductiva. En tercer lugar, jugó un papel decisivo en el progreso de la lógica simbólica en sí misma —de hecho esta era su especialidad principal.
Charles S. Peirce también fue un pionero en estadística. Peirce sostenía que la ciencia logra probabilidades estadísticas, no certezas, y que la casualidad es muy real. Asignó una probabilidad a la conclusión de un argumento en lugar de a una proposición, suceso, etc, como tal. La mayororía de sus escritos estadísticos promueven la interpretación frecuentista de la probabilidad (razón objetiva de los casos), y muchos de ellos expresan su escepticismo sobre (y critica del uso de) la probabilidad cuando tales modelos no se basan en procesos aleatorios objetivos.
En 1877, Charles Sanders Peirce caracterizó la investigación en general no como la persecución de la verdad per se, sino como el esfuerzo para desplazarse de las irritantes e inhibitorias dudas, nacidas de las sorpresas, desacuerdos y demás, y así alcanzar una creencia segura, creencia en la cual uno está preparado para actuar. Enmarcó la investigación científica como parte de un espectro mayor e incitado por la misma duda, no por meras dudas verbales o hiperbólicas, las cuales sostenía que eran infructuosas. Delineó cuatro métodos para establecer opiniones, ordenadas de la menos a la más exitosa:
1. El método de la tenacidad (política de no apartarse de la creencia inicial) – la cual trae consuelo y firmeza pero guía a intentar ignorar la información contraria y otros puntos de vista como si la verdad fuera intrínsecamente privada y no pública. Va contra el impulso social y los dubitativos ya que uno puede darse cuenta cuando la opinión ajena es igual de buena que la propia. Sus éxitos pueden ser brillantes pero tienden a ser transitorios.
2. El método de la autoridad - se sobrepone a los desacuerdos, pero a veces con cierta brutalidad. Sus éxitos pueden ser majestuosos y duraderos, pero no puede funcionar plenamente como para suprimir las dudas indefinidamente, en especial cuando la gente aprende de sociedades presentes y pasadas.
3. El método del a priori – que promueve la conformidad con menor brutalidad pero fomenta que las opiniones sean como los gustos, surgiendo en conversaciones y comparaciones de perspectivas en términos de lo que es "aceptable por la razón." Por tanto depende de las modas, y es cíclico con el tiempo. Es más intelectual y respetable pero, como en los primeros dos métodos, sostiene creencias caprichosas y accidentales, haciendo que algunas mentes entren en duda.
4. El método científico – el método en el que la investigación se tiene a sí misma como falible, y por ello se prueba, se critica, se corrige y se mejora a sí misma.

### Popper y Kuhn
Karl Popper (1902-1994) es reconocido en general por sus importantes mejoras en la comprensión del método científico a partir de la mitad el siglo XX. En 1934 Popper publicó La lógica de la investigación científica  que repudió la visión tradicional del método científico basada en la observación e inducción de aquella época. Abogó por la falsabilidad empírica como criterio para distinguir el trabajo científico de la no-ciencia. Según Popper, las teorías científicas deben realizar predicciones (preferentemente predicciones que no estén hechas por una teoría de la competencia) que puedan ser probadas, y rechazadas si sus predicciones se demuestra que no son correctas. Siguiendo a Peirce y otros, argumentó que la ciencia progresaría mejor poniendo el énfasis en el razonamiento deductivo, conocido como racionalismo crítico. Sus formulaciones del procedimiento lógico ayudaron a frenar el uso excesivo de especulación inductiva, y también ayudó a fortalecer las bases conceptuales de los procedimientos de evaluación por pares.
Los críticos de Popper, principalmente Thomas Kuhn, Paul Feyerabend e Imre Lakatos, rechazaron la idea de que existe un único  método que se aplica a todas las ciencias y fuese responsable de su progreso. En 1962, Kuhn publicó el influyente libro La estructura de las revoluciones científicas  que sugiere que los científicos trabajaban en una serie de paradigmas, y sostuvo que había pocas pruebas de que los científicos verdaderamente sigan una metodología falsacionista. Kuhn cita a Max Planck quien dijo en su autobiografía, «Una nueva verdad científica no triunfa por convencer a los oponentes haciéndoles ver la luz, más bien triunfa porque sus oponentes eventualmente mueren, y crece una nueva generación que está familiarizada con ella.»
La consecuencia de estos debates es que no hay un acuerdo universal en cuanto a lo que constituye el «método científico». Quedan, sin embargo, ciertos principios fundamentales que son la base de la investigación científica en la actualidad.